# ポール・マナフォート
ポール・ジョン・マナフォート・ジュニア（Paul John Manafort Jr., 1949年4月1日 - ）は、アメリカ合衆国のロビイスト、選挙コンサルタント、弁護士。
2016年アメリカ大統領選ではドナルド・トランプ陣営に加わり、同年3月から8月まで選挙対策本部長を務めた。それ以前にはジェラルド・フォードやロナルド・レーガン、ジョージ・H・W・ブッシュ、ボブ・ドールなどの大統領選挙キャンペーンの顧問を務めていた。

## 経歴

### 生い立ち
マナフォートは、1949年4月1日にコネチカット州ニューブリテンでアントワネット・メアリー・マナフォート（1921年 - 2003年）とイタリア系アメリカ人のポール・ジョン・マナフォート・シニア（1923年 - 2013年）との間に生まれた。マナフォートの祖父ジェームス・A・マナフォートはイタリアからアメリカ合衆国に移住しコネチカット州に定住した移民1世である。父マナフォート・シニアは第二次世界大戦にアメリカ軍の工兵として従軍し、1965年から1971年にかけてニューブリテンの市長を務めた。

### 学生時代
マナフォートはセント・トーマス・アクイナス高等学校（1967年卒業）を経て、その後ジョージタウン大学で1971年に理学士、1974年に法学士の学位を取得した。

### ロビイストとして
1980年にチャールズ・R・ブラック・ジュニアやロジャー・ストーンと共にワシントンDCに拠点を置くロビー会社ブラック・マナフォート&ストーンを設立。同社には1984年にピーター・G・ケリーが加わっている。
マナフォートはこれまでにウクライナのヴィクトル・ヤヌコーヴィチ元大統領やフィリピンのフェルディナンド・マルコス元大統領、コンゴ民主共和国の元独裁者モブツ・セセ・セコ元大統領、アンゴラ内戦の当事者の一人で反政府武装勢力アンゴラ全面独立民族同盟を指揮したジョナス・サヴィンビなどの外国の指導者のためにロビー活動を行なっていたが、外国の政府または指導者の代理人としてロビー活動を行う者に義務付けられている外国代理人登録法に基づく司法省への登録を2017年6月2日時点で行なってなかったことが判明すると同月27日に過去に遡る形で司法省へ登録を行なった。

### トランプ陣営選対本部長
マナフォートは複数の連邦機関によって調査が行われ、2016年アメリカ大統領選でのロシアの干渉に関する捜査における主要な人物の一人である。彼は2017年10月30日にロバート・ミュラー特別検察官によってビジネス・パートナーでありトランプ陣営幹部の一人であるリック・ゲイツと共にアメリカに対する陰謀（共謀罪）や資金洗浄、無登録による外国政府や指導者の代理人としてのロビー活動、虚偽陳述など12件の罪状で起訴された。
マナフォートは起訴以来、無罪を主張しているが、彼と共に起訴された長年のビジネス・パートナーのリック・ゲイツは2018年2月にミュラー特別検察官がマナフォート、ゲイツを新たに32の罪状で追起訴した直後に自身の有罪を認めると共に司法取引を行い捜査への協力を約束した。マナフォートは1000万ドルの保釈金を支払い自宅でGPSによる24時間体制での監視下に置かれた。
2018年6月8日、ミュラー特別検察官はマナフォートが同僚であるコンスタンティン・キリムニクと共謀し同年9月に証人として証言台に立つ可能性があったマナフォートも参加する欧州の元指導者によって構成されるロビー団体ハプスブルク・グループに参加していた元ジャーナリストのアラン・フリードマンとエッカート・ サガーの2人に対して虚偽の証言を行うよう買収を試みた司法妨害と司法妨害に関する共謀罪（証人買収罪）で2人を起訴すると共にマナフォートの保釈取り消しを裁判所に対して請求、同月15日、ワシントン連邦地裁は司法妨害と証人買収罪に関連しマナフォートの保釈取り消しと収監を命じ、同日中に収監された。同年8月21日、バージニア州連邦地裁の陪審はマナフォートの審理で、起訴された18の罪のうち、脱税や銀行詐欺など8つの罪について有罪の評決を下した。
2018年11月27日には、英紙『ガーディアン』によって、マナフォートが大統領選挙中の2016年3月頃にウィキリークス創設者ジュリアン・アサンジと会っていたと報道されており、事実ならばトランプ陣営とロシアの共謀疑惑を補強するものとされている。
2019年3月7日、バージニア州アレクサンドリア裁判所は、ロシア介入疑惑捜査で明らかになった罪について禁錮3年11カ月の実刑判決を言い渡した。3月14日にはワシントン連邦地裁も司法妨害の罪などで禁錮3年7カ月の実刑判決を言い渡したため、バージニア州と合わせて、刑期は7年6月となった。
2020年12月23日、トランプ大統領はポール・マナフォートの恩赦を発表した。